# Eazy-E
Eric Lynn Wright, művésznevén Eazy-E (Compton, USA, 1964. szeptember 7. – Los Angeles, 1995. március 26.) amerikai rapper, dalszerző, zenei producer, vállalkozó. Az N.W.A rapegyüttes alapító tagja Dr.Dre-vel és vezetője, a Ruthless Records zenei kiadó vezetője, akit a gangsta rap műfaj alapítójának és a nyugati parti rapzene egyik kiemelkedő alakjának tekintenek.

## Élete
Kathie és Richard Wright gyermekeként született Comptonban, Los Angeles egyik külvárosában, amely hírhedt a nagy számú bűncselekményről és az utcai bandákról. Tizedikes korában kirúgták a középiskolából, ezután a bandázás felé fordult (habár később megszerezte a diplomát). Fiatalkorában számos bűnügybe keveredett, többek között kábítószert árult az utcán. Miután unokatestvérét lelőtték, felhagyott ezzel a tevékenységével (addigra egyes források szerint nem kevesebb mint 250,000 amerikai dollárt keresett a kábítószerkereskedelmen), és az egyre népszerűbbé váló hiphopzene felé fordult. 1987-ben saját garázsában kezdett el dalokat felvenni, ezzel megalapítva kiadóját, a Ruthless Records-ot, melyet menedzsere, Jerry Heller támogatott.
Már egy évvel korábban, 1986-ban összeállt az N.W.A formáció első felállása, melynek Wright mellett Arabian Prince, Dr. Dre és Ice Cube voltak a tagjai, Dj Yella és Mc Ren később csatlakoztak. Az együttest akkoriban a világ legveszélyesebb együttesének is nevezték.
Eazy-E 1988. szeptember 16-án adta ki első szólóalbumát Eazy-Duz-It címmel, amely 2,5 millió példányban kelt el az Egyesült Államokban, és felkerült a Billboard 200 listájára is. Az N.W.A. pályafutása 1987 novemberében egy válogatásalbummal indult, melynek címe N.W.A. and the Posse volt, debütáló nagylemezük, a Straight Outta Compton pedig 1988-ban került piacra. Utóbbi megjelenése idején meglehetősen zajos fogadtatásban részesült és botrányosnak tartották, mára azonban a rapzene legnagyobb albumai közt tartják számon. Az együttes további két stúdióalbumot jelentetett meg, 1990-ben a 100 Miles and Runnin-t, valamint 1991-ben a Niggaz4Life-t, majd nem sokkal később hivatalosan is feloszlottak. Eazy-E már korábban heves pénzügyi vitákba keveredett Ice Cube-bal és Dr. Dre-vel, akik 1989-ben, valamint 1991-ben kiléptek az együttesből, hogy szólókarrierbe kezdjenek, és ez a vita később komoly rivalizálássá fajult köztük, amely dalaikban és albumaikon is visszaköszönt. A zenekarnak végül 1994-ben lett hivatalosan is vége, miután Suge Knight nyomására (aki a családját is megfenyegette) elengedte Dr. Dre-t, valamint The D.O.C.-t a kiadójától. Az N.W.A. feloszlását követően Eazy-E szintén folytatta szólókarrierjét, két EP-t jelentetett meg. Emellett a háttérben is fontos munkát végzett: 1993–1994-ben ő volt az, aki leszerződtette, majd bevezette a nemzetközi piacra a Bone Thugs-N-Harmony nevű formációt.
1995 elején Eazy-E-t váratlanul AIDS-szel diagnosztizálták, nem sokkal később, március 26-án pedig elhunyt egy Los Angeles-i kórházban a betegség szövődménye, tüdőgyulladás következtében.

## Diszkográfia

### Szóló stúdióalbumok
- Eazy-Duz-It (1988)
- Str8 off tha Streetz of Muthaphukkin Compton (1996)

### EP-k
- 5150: Home 4 tha Sick (1992)
- It's On (Dr. Dre) 187um Killa (1993)
- Impact of a Legend (2002)

### Az N.W.A. nagylemezei
- N.W.A. and the Posse (1987)
- Straight Outta Compton (1988)
- 100 Miles and Runnin' (1990)
- Niggaz4Life (1991)